# Virslīga 1937/38
In 1937/38 werd het elfdevoetbalseizoen gespeeld van de Letse Virslīga. Er werd dit jaar overgeschakeld van een lente-herfst seizoen naar een herfst-lenteseizoen zoals de meeste Europese competities hanteerden. Olimpija Liepāja werd kampioen.

## Eindstand
| Plaats | Club                 | Wed. | W  | G | V  | Saldo | Ptn. |
| ------ | -------------------- | ---- | -- | - | -- | ----- | ---- |
| 1.     | Olimpija Liepāja     | 12   | 10 | 1 | 1  | 41-9  | 21   |
| 2.     | RFK                  | 12   | 9  | 0 | 3  | 33-12 | 18   |
| 3.     | ASK                  | 12   | 6  | 1 | 5  | 33-25 | 13   |
| 4.     | Riga Wanderer        | 12   | 4  | 4 | 4  | 31-15 | 12   |
| 5.     | Hakoah Riga          | 12   | 4  | 2 | 6  | 17-27 | 10   |
| 6.     | Universitātes Sports | 12   | 4  | 2 | 6  | 19-38 | 10   |
| 7.     | 16. APSK Jelgava     | 12   | 0  | 0 | 12 | 14-62 | 0    |

|  | Kampioen |

- V. Kuze trok zich na 7 rondes terug. Alle wedstrijden werden geschrapt.

## Kampioen
| Virslīga 1937                        |
| Letland                              |
| ------------------------------------ |
| OLIMPIJA LIEPĀJA Kampioen (6° titel) |